# Caecidotea bicrenata
Caecidotea bicrenata är en kräftdjursart som först beskrevs av Steeves 1963.  Caecidotea bicrenata ingår i släktet Caecidotea och familjen sötvattensgråsuggor.

## Underarter
Arten delas in i följande underarter:
- C. b. bicrenata
- C. b. whitei